# Grotte d'Avaiki
La grotte d'Avaiki est une grotte située à l'ouest de l'île de Niue, proche des villages de Makefu et Tuapa, à 6 km au nord d'Alofi, la capitale.

## Toponymie

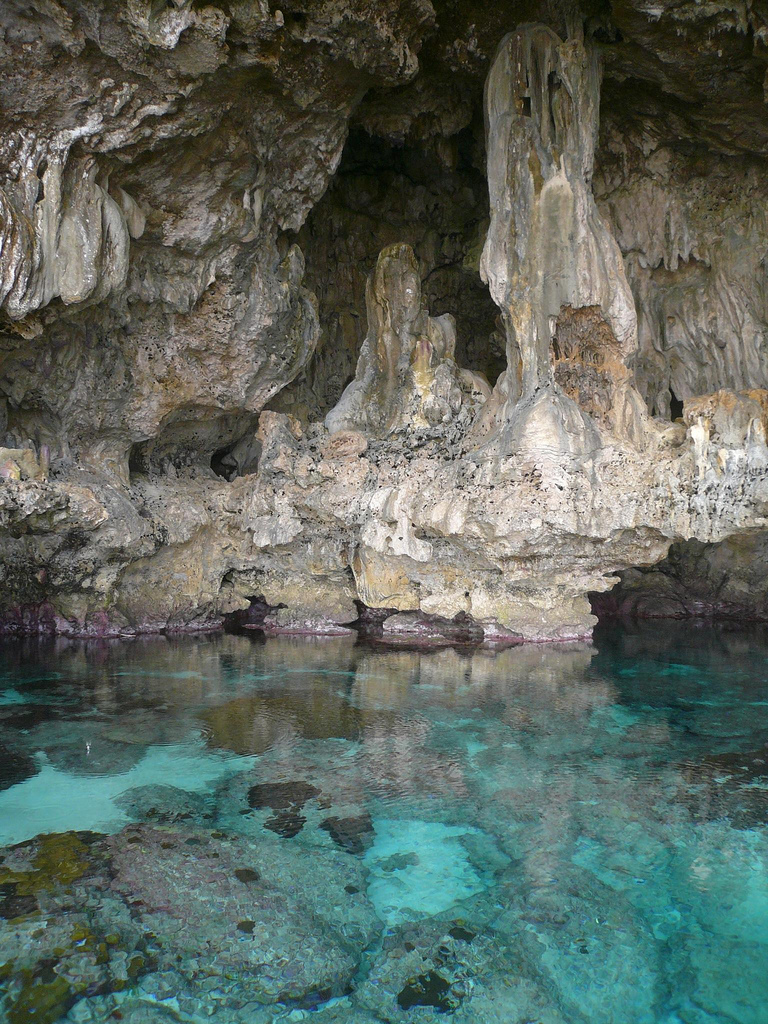

Le nom d'Avaiki est dérivé du mot Hawaiki, une île mythique où les peuples de Polynésie situent leur origine.

## Description
Cette grotte est en relation avec l'océan par une galerie noyée. Elle abrite une eau prenant différentes nuances de bleu qui en font sa renommée locale.